# Okupační zóny Rakouska
Okupační zóny Rakouska (německy Österreichische Besatzungszonen, nebo Besatzungszonen Österreichs) byly čtyři sektory vytvořené vítěznými mocnostmi na území Rakouska po porážce ve druhé světové válce.

## Historie
Po skončení druhé světové války bylo území Rakouska (které bylo od roku 1938 součástí Německa) rozděleno do čtyř částí, takzvaných okupačních zón, spravovaných obdobně jako okupační zóny v Německu společně vítěznými mocnostmi USA, Velkou Británií, Sovětským svazem a Francií. Vídeň byla (stejně jako Berlín) rozdělena do čtyř sektorů. Toto rozdělení trvalo až do roku 1955.
Podkladem toho rozdělení byla Dohoda o spojenecké kontrole (z 4. července 1945) a Dohoda spojenců o okupačních zónách (z 9. července 1945)[zdroj?]. Dne 11. září 1945 se konstituovala Spojenecká rada, pozůstávající z čtyř vrchních velitelů, později pak ze čtyř vysokých komisařů. Výdaje, spojené s obsazením Rakouska (na počátku 700 000 členů ozbrojených sil, později 60 000), nesl rakouský stát.
Rozdělení Rakouska v jeho hranicích z roku 1938 do okupačních zón bylo provedeno takto:
- americká zóna: Horní Rakousko (části ležící jižně od Dunaje), Salcbursko, malá část severního Štýrska
- britská zóna: Korutany, většina Štýrska, Východní Tyrolsko
- francouzská zóna: Vorarlbersko, Severní Tyrolsko
- sovětská zóna: Dolní Rakousko, Burgenland, Horní Rakousko (části ležící severně od Dunaje)

K rozštěpení Rakouska do dvou státních celků (jak se stalo v Německu) nedošlo, protože Rakousko se přihlásilo k principu neutrality. Dne 15. května 1955 byla pak podepsána Rakouská státní smlouva, vedoucí k odchodu okupačních jednotek z Rakouska (odchod ukončen 25. října 1955) a k získání státní suverenity.

## Rozdělení Vídně
Při rozdělení hlavního města Vídně bylo dohodnuto, že centrum (obvod 1) bude spravováno společně; ostatní obvody byly rozděleny na americký sektor (obvody 7, 8, 9, 17, 18, 19), britský sektor (3, 5, 11, 12, 13), francouzský sektor (6, 14, 15, 16) a sovětský sektor (2, 4, 10, 20, 21). Světlejší okrajové části města spadala pod dolnorakouskou okupační zónu, tzn. pod sovětskou správu.